# Marcin Stępniak
Marcin Stępniak (ur. 1991 w Płocku) – polski aktor. Laureat Nagrody Rektora Akademii Teatralnej w Warszawie na Festiwalu Teatroteka 2020.

## Życiorys
Absolwent Akademii Wychowania Fizycznego w Warszawie. W 2016 zadebiutował na scenie Teatru Narodowego w inscenizacji Pan Tadeusz – wszystkie słowa. Księga IX. Bitwa Adama Mickiewicza (2016) w reż. Piotra Cieplaka. Następnie zagrał Cyryla i Księcia w Princess Ivona Witolda Gombrowicza (2016) w reż. Omara Sangare w Teatrze Syrena. W sezonie artystycznym 2017/2018 w Teatrze Collegium Nobilium wystąpił w trzech spektaklach dyplomowych: Otello na podstawie tragedii Williama Shakespeare’a wg Feriduna Zaimoğlu i Güntera Senkela w reż. Grażyny Kani jako tytułowy Otello, Marat/Sade Petera Weissa w reż. Wawrzyńca Kostrzewskiego w roli Marata i spektaklu Iluzje Iwana Wyrypajewa w reż. Wojciecha Urbańskiego. W 2019 ukończył studia na Wydziale Aktorskim Akademii Teatralnej im. Aleksandra Zelwerowicza w Warszawie.
Karierę ekranową rozpoczął od występu w roli kolesia w serialu TVP2 Prokurator (2015). W serialu Polsatu Zawsze warto (2019–2020) grał rolę policjanta aspiranta Marcina Soboty.
W 2018 został zaangażowany przez Tadeusza Słobodzianka do Teatru Dramatycznego m.st. Warszawy, gdzie zagrał Rudolfa w Pijanych Iwana Wyrypajewa (2018) w reż. Wojciecha Urbańskiego, Lizandra w Śnie nocy letniej (2018) w reż. Gabora Maté, Mikołaja w Kilku scenach z życia Antoniego Czechowa (2019) w reż. Anny Gryszkówny, Timura w Księżniczce Turandot Carla Gozziego (2019) w reż. Ondreja Spišáka, Edmunda w Królu Learze (2021) w reż. Wawrzyńca Kostrzewskiego, Sprzedawcę / Maxa w Pułapce Tadeusza Różewicza w reż. Wojciecha Urbańskiego oraz w przedstawieniu Mój rok relaksu i odpoczynku Ottessy Moshfegh (2022) w reż. Katarzyny Minkowskiej.
Współpracował także z teatrami: Polonia, Kamienica i im. Jana Kochanowskiego w Opolu oraz Ostrym Dyżurem Poetyckim w Teatrze Narodowym w Warszawie.
Wziął udział w słuchowiskach Teatru Polskiego Radia: Warszawianka Stanisława Wyspiańskiego (2018), Widziałem śmierć wszystkiego, co kocham Iwony Rusek (2019) i Wyjście w wiadomym celu do drugiego pokoju Jarosława Mikołajewskiego (2020).

## Filmografia
| Rok       | Tytuł                      | Rola                                   | Uwagi           |
| --------- | -------------------------- | -------------------------------------- | --------------- |
| 2015      | Prokurator                 | koleś                                  | odc. 6          |
| 2016      | Singielka                  | kolega Igora                           | odc. 82         |
| 2016      | Obłęd                      | Michał                                 |                 |
| 2017      | M jak miłość               | Mariusz Piotrowski                     | odc. 1298, 1299 |
| 2018      | Pitbull. Ostatni pies      | „Ateciak”                              |                 |
| 2018      | Jak pies z kotem           | Mateusz, syn Beaty                     |                 |
| 2018      | Ojciec Mateusz             | Derda                                  | odc. 264        |
| 2019      | Za marzenia                | Tomson                                 | odc. 16         |
| 2019      | Wojenne dziewczyny         | batiar                                 | odc. 29, 30     |
| 2019      | Pułapka                    | kierowca w fundacji                    | odc. 11         |
| 2019      | Kurier                     |                                        |                 |
| 2019      | Eastern                    |                                        |                 |
| 2019      | 39 i pół tygodnia          | biegacz                                | odc. 4          |
| 2019–2020 | Zawsze warto               | młodszy aspirant Marcin Sobota         |                 |
| 2020      | Ojciec Mateusz             | Filip Orłowski                         | odc. 304        |
| 2020      | Kod genetyczny             | posterunkowy                           | odc. 7          |
| 2020      | Psy 3. W imię zasad        | policjant Polak                        |                 |
| 2020      | Chyłka. Rewizja            | policjant dyżurny                      | odc. 2          |
| 2021      | Miłość do kwadratu         | serwisant                              |                 |
| 2021      | Komisarz Mama              | Tomasz Marszałek, sąsiad Piwowarczyków | odc. 2          |
| 2021      | Marusarz. Tatrzański orzeł | Bronisław Czech                        |                 |